# Distagon

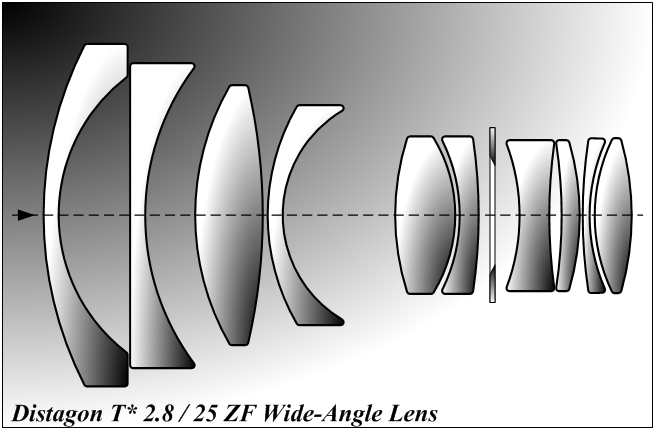
Zeiss Distagon

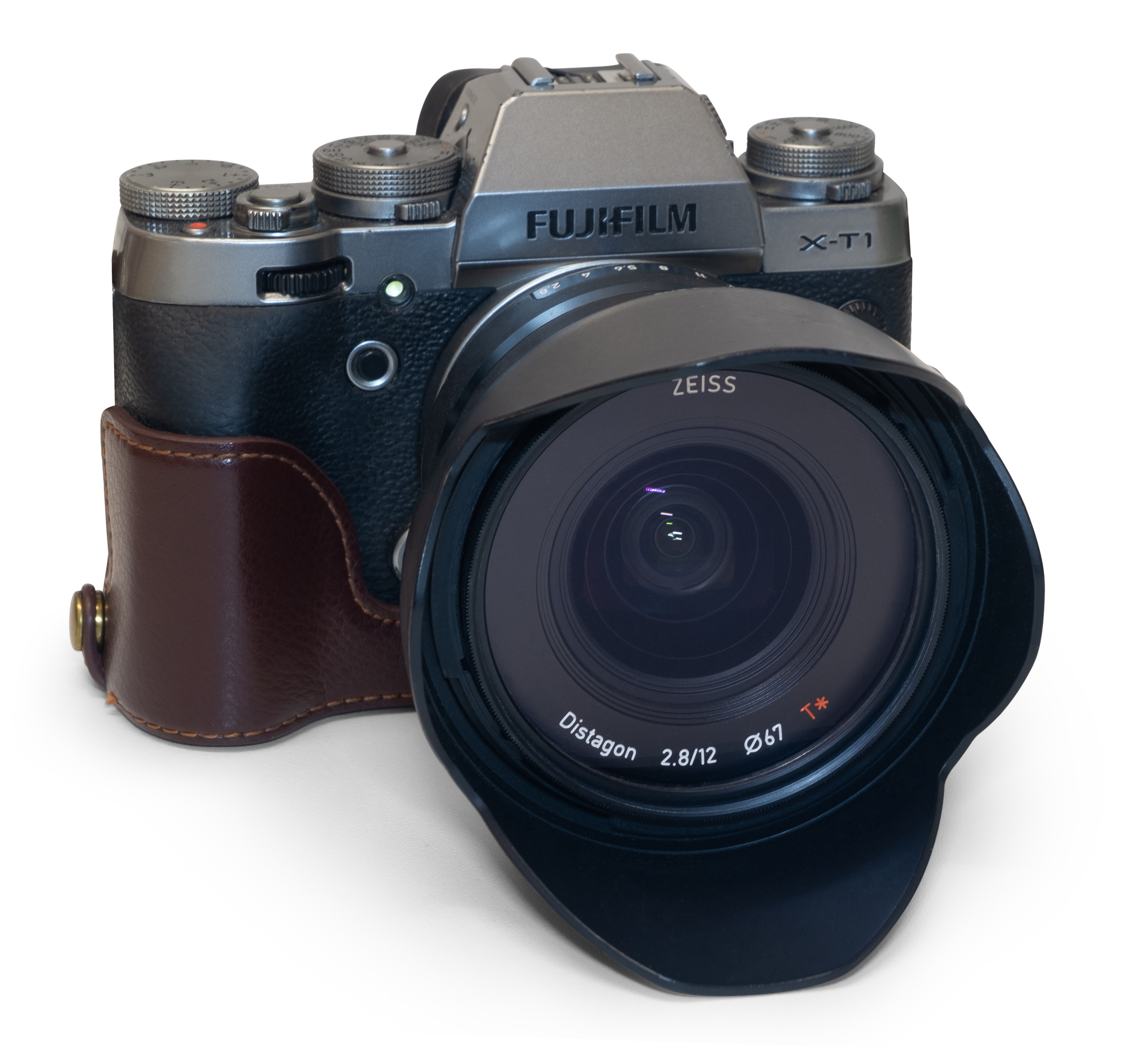
Zeiss Distagon 2,8/12

Distagon ist die Bezeichnung für eine bestimmte Bauart fotografischer Aufnahmeobjektive und eine Marke der Firma Carl Zeiss (Oberkochen). Es handelt sich um Retrofokus-Objektive, also stark unsymmetrische Weitwinkelobjektive, bei denen die Schnittweite größer als die Brennweite ist. Dies ist für Spiegelreflexkameras nötig, damit der Spiegel die nötige Bewegungsfreiheit zur Hinterlinse hat.
Namhafte Kamerahersteller wie Hasselblad und Rollei führen bzw. führten Distagon-Objektive in ihrem Objektivangebot. Als erstes erschien das Distagon 5,6/60 1953 zur Hasselblad 1000 F, 1957 neu berechnet für Hasselblad 500 C. Ebenfalls 1957 wurde das Distagon 4/35 zur Contarex berechnet, 1959 das Distagon 4/60 zur Hasselblad 500 C, 1960 das Distagon 4/55 für die Weitwinkel-Rolleiflex, 1961 das Distagon 2,8/25 zur Contarex, 1962 das Distagon 4/50 zur Hasselblad 500 C und das Distagon 2/35 zur Contarex. Die Entwicklung ging ständig weiter, das erste Distagon 4/18 wurde 1966 zur Contarex berechnet, das erste Distagon 4/40 zur Hasselblad 500 C 1967.

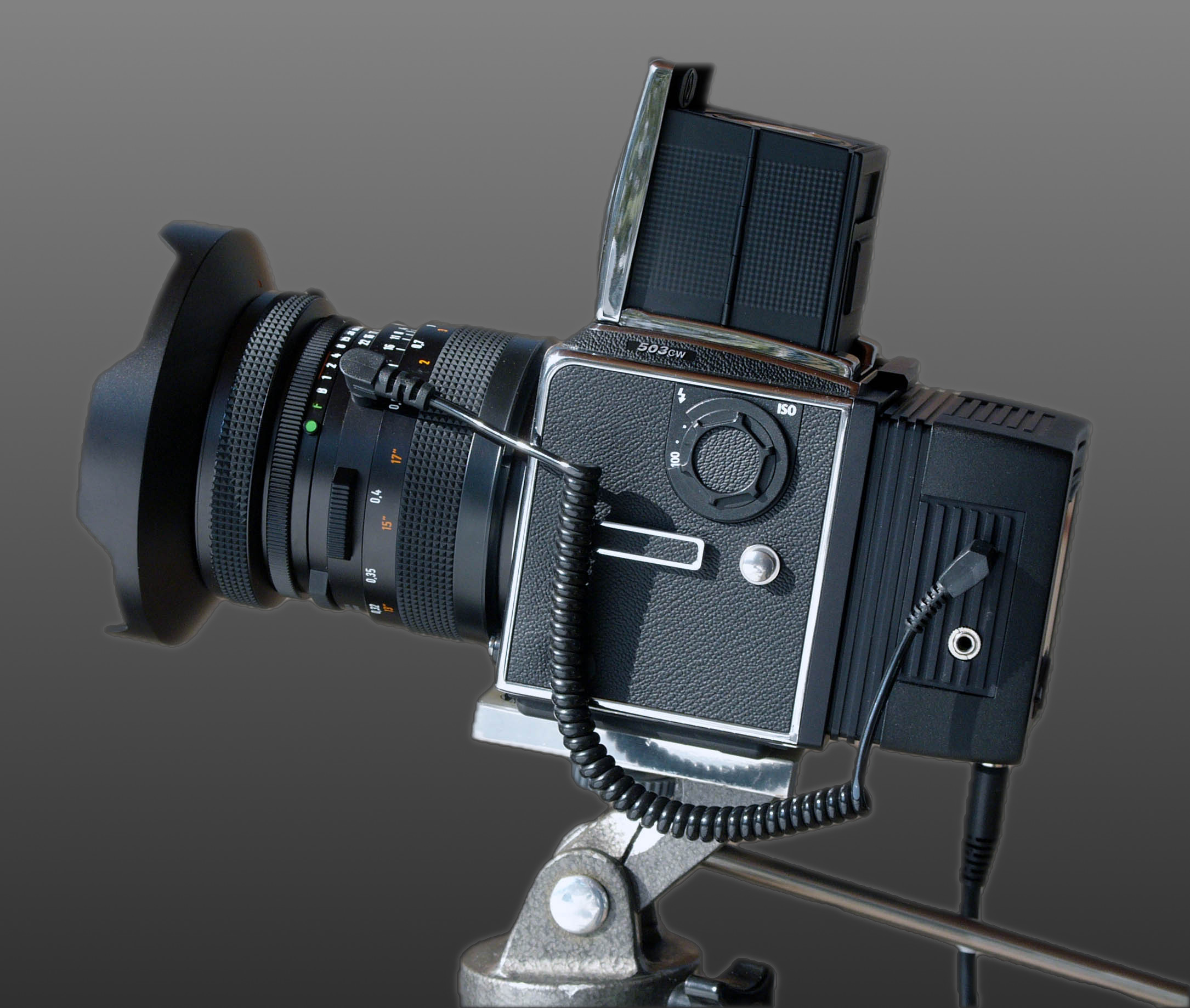
Hasselblad 503 CW mit Zeiss-F-Distagon-3,5/30-mm-Objektiv
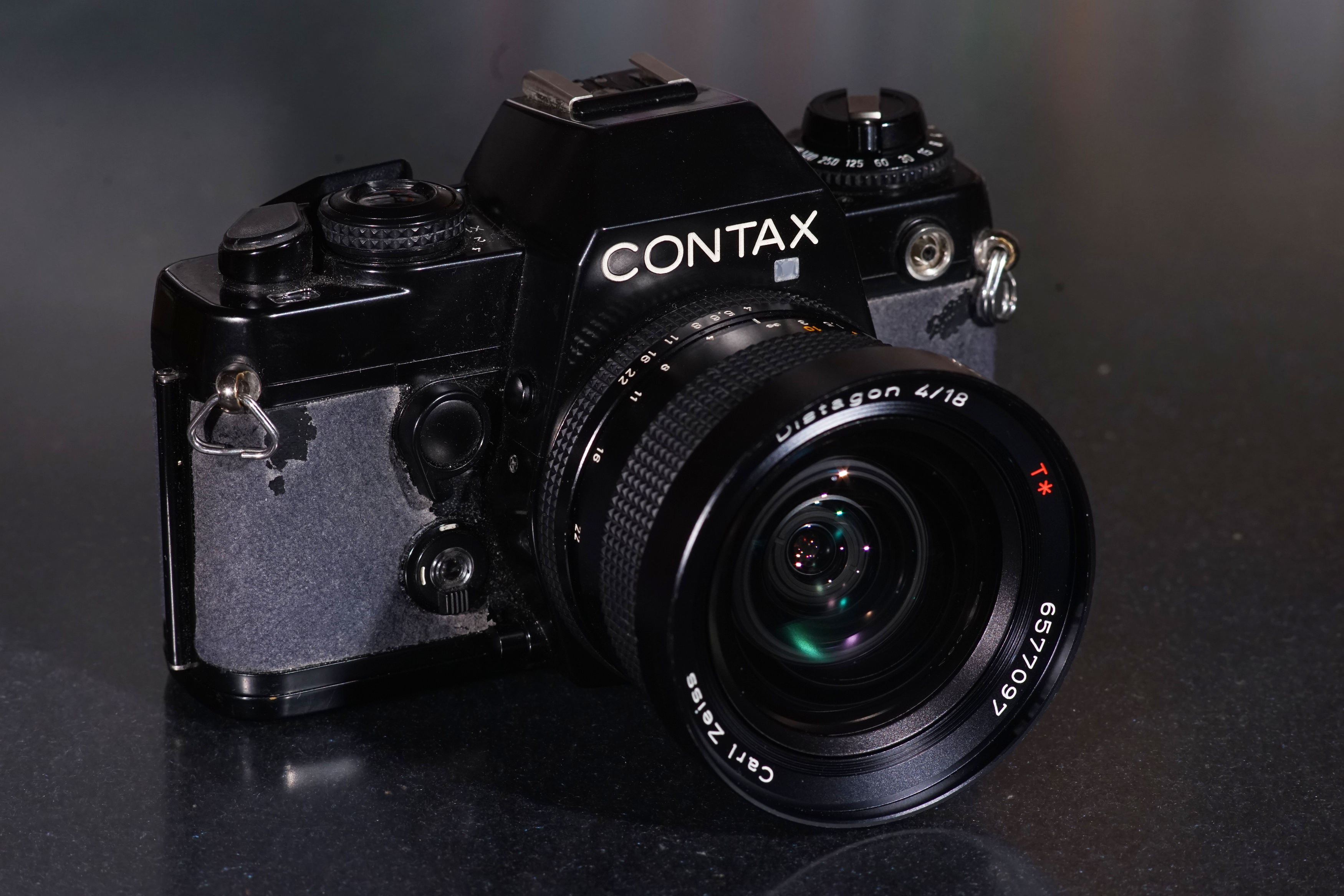
Zeiss Distagon 4,0/18 mm auf einer Contax 139 Quartz